# 西條晴美
西條 晴美（さいじょう はるみ、本名：下林山 晴美 1966年3月12日 - ）は、東京都生まれの女優、モデル。アプレ所属。身長161cm、B83・W62・H85、足のサイズ23.5。血液型AB型。

## 出演

### 映画
- 右曲がりのダンディー（1989年）
- 君は僕を好きになる（1989年）
- 喪の仕事（1991年）
- キスより簡単2 漂流編（1991年）[2][3]
- ラッキーロードストーン（1999年）[4]
- ココニイルコト（2001年）
- It Girls: Anytime Smokin’ Cigarette（2017年）

### テレビドラマ
- 金曜エンタテイメント 宝石調査員九条薫 備前～倉敷・サファイア連続殺人事件（2000年、フジテレビ）[5] - 若き日の白川桐子 役
- 大河ドラマ 翔ぶが如く（1990年、NHK総合）

### CM
- 第一生命保険「安心の絆」

### 舞台
- 劇団300『踊る砂の伝説』（作・演出：渡辺えり）